# Big Eyes
Big Eyes är en dramafilm regisserad av Tim Burton. Filmen hade premiär juldagen 2014. I Sverige ägde premiären rum den 6 mars 2015.

## Handling
Big Eyes är en biografisk film om konstnären Margaret Keanes liv, hennes fenomenala framgång på 1950-talet och de problem hon hade med sin man Walter, som ville ta äran av hennes verk på 1960-talet.

## Om filmen
Filmen är regisserad av Tim Burton. Filmens manus skrevs av Scott Alexander och Larry Karaszewski. Regissören och manusförfattarna har även producerat filmen tillsammans med Lynette Howell. Detta kom att bli Burtons, Alexanders och Karazsweskis första samarbete sedan filmen Ed Wood från 1994.

## Rollista (urval)
- Amy Adams - Margaret Keane
- Christoph Waltz - Walter Keane
- Krysten Ritter - Dee-Ann
- Danny Huston - Dick Nolan
- Jason Schwartzman - Ruben
- Terence Stamp - John Canaday
- Jon Polito - Enrico Banducci